# Émilie Arnould
Pour les articles homonymes, voir Arnould.
Émilie Arnould, née à Ronquières le 27 janvier 1906 et morte le 1er septembre 1997 à Braine-le-Comte , est une militante belge du mouvement social chrétien et, plus particulièrement, son aile féminine. Elle est notamment présidente de la Jeunesse ouvrière chrétienne féminine, vice-présidente des Ligues ouvrières féminines chrétiennes et secrétaire générale de Pax Christi. Dans le cadre de ces fonctions, elle intervient auprès d'organisations internationales.

## Biographie
Émilie Arnould naît à Ronquières le 27 janvier 1906. Elle est la fille de Renelde Gorez, membre de la Ligue ouvrière féminine chrétienne (LOFC) et du Parti social-chrétien (PSC), et d’Émile Arnould, sous chef de gare à Haine-Saint-Pierre et militant syndical chrétien,. 
Elle suit les cours de l’École supérieure pour jeunes filles, située à la rue d’Arlon à Bruxelles et obtient son diplôme en 1925. Après avoir fréquenté l’École sociale catholique de la rue de la Poste, sans aller jusqu'au bout de son cursus, elle effectue des stages en usines et au Secrétariat des œuvres sociales féminines. Là, elle rencontre la fondatrice Victoire Cappe qui aura une grande influence sur son engagement. Émilie Arnould devient ensuite permanente régionale du Secrétariat des œuvres sociales de la région du Centre en 1928, chargée des Ligues ouvrières féminines chrétiennes (LOFC) et de la Jeunesse ouvrière chrétienne féminine (JOCF),. A cette époque, elle est repérée par Joseph Cardijn, le fondateur de la Jeunesse ouvrière chrétienne (JOC) et un des principaux acteurs du mouvement social dans l’Église catholique, qui la pousse à s'engager dans le mouvement.
De 1930 (ou 1931) à 1935, elle est Secrétaire générale de la Jeunesse ouvrière chrétienne féminine (JOCF) et forme, avec Louise Bauthier, Madeleine Téchy, Marguerite Fiévez et, plus tard, Marie Braham, la première équipe nationale du mouvement. Sous son impulsion, les dirigeantes nationales s'impliquent davantage dans les relations avec les sections et les fédérations et veillent à améliorer la qualité du travail des militantes. Elle fait aussi en sorte que la JOCF s'implante davantage dans les milieux populaires de la grande industrie. 
Après son mandat de secrétaire générale, Émilie Arnould devient présidente générale de la JOCF de 1935 à 1948.
Simultanément, elle est présidente nationale de l’Association catholique de la jeunesse belge féminine (ACJBF) (1945 à 1954) et membre du Bureau du Conseil national de la jeunesse,.
Durant la Seconde guerre mondiale, la Jeunesse ouvrière chrétienne (JOC) est interdite de publications et de manifestations publiques et ses dirigeants arrêtés. Le mouvement s'investit dans la résistance à l'occupant. Émilie Arnould y participe comme de nombreux militants,,.
Après la guerre, alors que la Belgique se déchire au sujet de la Question royale, la JOCF, dirigée par Émilie Arnould  et la JOC prennent position en faveur du retour du roi Léopold III mais leur position reste assez modérée, ce qui leur vaut d'être critiquées à la fois par la droite et la gauche.
De 1948 à 1954, Émilie Arnould est secrétaire générale adjointe des Ligues ouvrières féminines chrétiennes (LOFC), puis vice-présidente de 1954 à 1966. 
À partir de 1956, elle est responsable du service international du Mouvement ouvrier chrétien (MOC) et secrétaire générale francophone de Pax Christi, de 1960 à 1972. Grâce à elle, le mouvement se répand rapidement en Wallonie.
Elle est aussi membre du Conseil national des femmes belges.
Au niveau international, Émilie Arnould est déléguée à l’Organisation mondiale de la jeunesse, membre du conseil d’administration de l’UNICEF et de Pax Christi. Elle joue un rôle prépondérant au sein du Secrétariat de la JOC Internationale, avec Marguerite Fiévez, dès 1954, et représente le mouvement auprès de l'UNESCO. 
« J'étais passionnée par les questions internationales. Dès 1945, j'ai fait partie du premier bureau international de la JOC. Au MOC, nous avions tous des activités supplémentaires. Les hommes étaient surtout branchés sur la politique. Et comme ils s'engageaient pour travailler au PSC, je m'arrangeais pour travailler à Pax Christi. C'était mon activité bénévole et parallèle... »
Émilie Arnould est aussi déléguée de la Fédération internationale des mouvements ouvriers chrétiens et de Pax Christi auprès de l’Organisation internationale catholique (OIC). 
Elle prend sa retraite en janvier 1966.

## Publication
- Émilie Arnould, Lucie Bragard, Jean Bruck, EVO, La résistance dans le mouvement jociste : (JOC-JOCF-KAJ-VKAJ) pendant la guerre 1940-1945, Bruxelles, Vie ouvrière, 1985